# Topsøeïta
La topsøeïta és un mineral de la classe dels halurs.

## Característiques
La topsøeïta és un fluorur de fórmula química FeF₃(H₂O)₃, el primer mineral fluorur de ferro. Va ser aprovada com a espècie vàlida per l'Associació Mineralògica Internacional l'any 2016. Cristal·litza en el sistema tetragonal. És l'anàleg de Fe3+ de la rosenbergita.

## Formació i jaciments
Va ser descoberta al volcà Hekla, un estratovolcà de la regió islandesa de Suðurland. Es tracta de l'únic indret on ha estat trobada aquesta espècie mineral.